# Someday, Someplace
『Someday, Someplace』（サムデイ・サムプレイス）は、日本の音楽グループEvery Little Thingの12枚目のシングル。

## 解説
前作『Over and Over』から約2か月でのリリースとなり、Every Little Thingにとって最後の8cmシングル。この1か月後に発売された初のベスト・アルバム『Every Best Single +3』の先行シングル。
最高位4位、累計売上18万枚。累計20万枚を下回るのは2ndシングル『Future World』以来2年半ぶり。
2000年に放送された「24時間テレビ23」にてマラソンランナートミーズ雅のスタート時に歌唱された。

## 収録曲
1. Someday, Someplace
（作詞・作曲・編曲：五十嵐充）
TOYOTA「HILUX SURF」CFソング
日本メナード化粧品「名古屋ウィメンズマラソン2018」企業CM[2]
2. Someday, Someplace (HAL'S REMIX)
リミックス：HAL
3. Someday, Someplace (Instrumental)

## 楽曲の収録アルバム
Someday, Someplace
- 『Every Best Single +3』
- 『Every Best Single 〜COMPLETE〜』
- 『Every Best Single 2 ～MORE COMPLETE～』
- 『Every Best Single 2 〜Early period〜』